# Hans von Ploetz
Hans von Ploetz (* 27. November 1904 in Bromberg; † 23. Dezember 1993) war ein hessischer Politiker (FDP) und Abgeordneter des Hessischen Landtags und General aus dem neumärkischen Adelsgeschlecht von Ploetz.

## Ausbildung und Beruf
Hans von Ploetz besuchte 1914 bis 1923 das Realgymnasium in Arolsen und legte dort das Abitur ab. Er trat am 5. April 1923 in die Reichswehr ein und diente in der Kavallerie. Am 3. November 1938 nahm er eine Generalstabsausbildung an der Heereskriegsakademie in Berlin auf, die er am 31. März 1939 abschloss. Am 1. April 1939 wechselte er zur Luftwaffe der Wehrmacht und tat Dienst in der Flugbereitschaft der Luftkriegsakademie in Berlin-Gatow. Anschließend ging er am 1. August als Hauptmann zur 3. Abt./Generalstab der Luftwaffe und am 28. August in den Stab des Luftgaukommandos III. Aber schon am 1. Oktober übernahm er das Amt eines Staffelkapitäns in der 2. Staffel der Nahaufklärungsgruppe 13. (2./(H)/Aufkl.Gr. 13) Hier erreichte ihn am 1. Dezember die Beförderung zum Major. Am 18. Mai 1940 diente er kurzzeitig im Kampfgeschwader 27, bevor er am 3. Juni als Gruppenkommandeur zur I. Gruppe des Kampfgeschwaders 4 wechselte. Dort wurde er am 30. Juni 1940 bei einem Absturz schwer verwundet, woraufhin er bis zum 9. März 1941 im Lazarett lag. Anschließend nahm er bis Kriegsende die Funktion eines Ersten Generalstabsoffiziers in verschiedenen Stäben wahr. So diente er in dieser Funktion in der Luftflotte 5, beim Luftwaffenkommando Südost und beim Kommandierenden General der Deutschen Luftwaffe in Italien. Er ging als Oberst in alliierte Kriegsgefangenschaft. Von 1945 bis 1954 betrieb er Obst- und Gemüseanbau in Arolsen. Von 1950 bis März 1951 war er Angestellter beim Suchdienst des Roten Kreuzes in Arolsen. 1955 wurde er Inhaber eines neu errichteten Hotelbetriebs in Arolsen. Nach Gründung der Bundeswehr wurde er 1956 wieder Soldat und stieg zum General auf.

## Politik
Hans von Ploetz war von 1948 bis 1956 Mitglied der Stadtverordnetenversammlung Arolsen und des Kreistags Waldeck sowie vom 23. April 1951 bis zum 19. April 1956 Mitglied des Hessischen Landtags. Im Landtag war er 1951 bis 1956 Mitglied des Kulturpolitischen Ausschusses und 1951 bis 1954 stellvertretendes Mitglied im Ausschuss für Landwirtschaft und Forsten. Von 1954 bis 1956 gehörte er dem Ausschuss für Beamtenfragen an. Mit dem Eintritt in die Bundeswehr schied er aus dem Landtag aus. Ernst Arnold rückte für ihn in den Landtag nach.
Kommunalpolitisch war er 1948 bis 1956 Stadtverordneter und stellvertretender Stadtverordnetenvorsteher. 1952 bis 1956 war er Kreistagsabgeordneter. In der FDP war er Orts- und Kreisvorsitzender.

## Privates
Hans von Ploetz war der Sohn des preußischen Oberforstmeisters Herman von Ploetz (1875–1961). Dieser war seit 1913 Fürstlich Waldeckischer Oberforst- und Hofjägermeister geworden und war nach der Novemberrevolution Generalbevollmächtigter der ehemals fürstlichen Familie. Berthold von Ploetz war sein Großvater und der Jurist und Kommunalpolitiker Dietrich von Ploetz sein jüngerer Bruder. 
Von Ploetz heiratete 1931 Baroness Felicitas von Kleydorff (1906–1991), eine Schwester des Malers und Gebrauchsgrafikers Eberhard von Kleydorff. Aus der Ehe gingen zwei Kinder hervor, Bernt von Ploetz (* 1931) und Camilla von Ploetz (* 1937).